# Faba asturiana

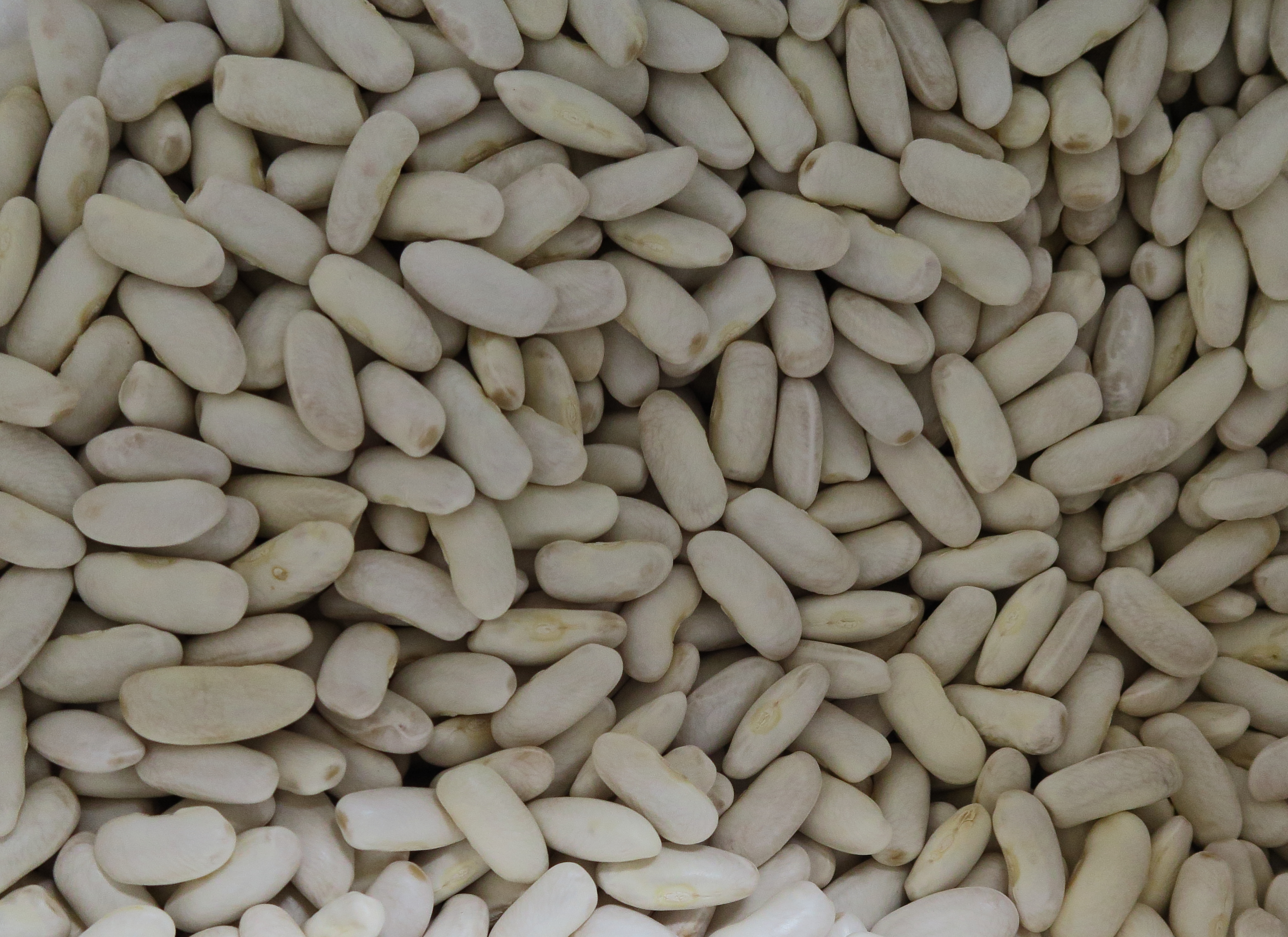
Faba asturiana, fabes

Se denomina faba asturiana a una variedad de judía de la especie Phaseolus vulgaris, de la variedad tradicional «Granja Asturiana» de color blanco cremoso, forma arriñonada, larga y aplanada, con un tamaño grande. 

## Denominación específica
La Faba Asturiana es una denominación específica desde 1990, registrada como Indicación geográfica protegida desde 1996.
La zona de producción está constituida por los terrenos ubicados en el principado de Asturias.

## Historia
El consumo de fabas se remonta en Asturias al siglo XVI, en el que se sabe con certeza que se plantaba en el territorio y algunas de ellas se consumían. El cultivo de esta variedad ocupa en Asturias cerca de 2.500 hectáreas.

## Usos
La faba asturiana es el ingrediente fundamental de la Fabada asturiana, o simplemente fabada, cocido tradicional de la cocina asturiana elaborado con "les fabes", y el compango o compangu; chorizo, morcilla asturiana, tocino y lacón.
Es también el elemento fundamental del Pote asturiano, y de otras múltiples recetas tradicionales asturianas como las fabas con almejas.